# Kongsberg (plaats)
Kongsberg (Koningsberg), is een stad in Noorwegen, gelegen in de fylke Buskerud, ongeveer 80 km ten westen van de hoofdstad Oslo.
De stad, onderdeel van de gelijknamige gemeente Kongsberg, ligt in een natuurrijke omgeving, met bossen en bergen, meren en rivieren, op een hoogte van zo'n 160 meter boven de zeespiegel.
Het aantal inwoners bedraagt 18.136 (2007).
De stad is gesticht in 1624 door koning Christian IV onder de naam "Konings Bierg", (Konings Berg), nadat er kort daarvoor in de omgeving zilvererts gevonden was.
De productie van zilver heeft geleid tot de ontwikkeling van de stad tot een van de economisch belangrijkste van Noorwegen.
Tussen de ontdekking in 1623 en het sluiten van de mijnen in 1957, is een hoeveelheid van ongeveer 1.350.000 kg zilver gewonnen. Sinds 1686 is de Noorse Koninklijke Munt (Den Kongelige Mynt) gevestigd in Kongsberg.
Het werk in de zilvermijnen was direct en indirect de voornaamste bron van inkomsten in de stad, maar ook van belang voor het gehele land. Gedurende de gehele 17e en een groot deel van de 18e eeuw hadden de Deense koningen vooral Duitse ingenieurs en andere deskundigen met de ontwikkeling van bos- en mijnbouw en industrie belast, zodat Duits er in die tijd even veel werd gesproken als Noors. Zo was rond 1740 Johann Georg von Langen er in opdracht van koning Christiaan VI van Denemarken en Noorwegen  actief in de bosbouwontwikkeling.
Zilver was lange tijd even belangrijk voor de economie van Noorwegen als olie en gas dat heden ten dage zijn.
Het Norsk Bergverksmuseum belicht de geschiedenis van de zilvermijnen (met als afdelingen ook het Kongsberg Skimuseum, het wapenmuseum Kongsberg Våpenfabrikk museum en het muntmuseum Den Kongelige Mynts museum).
Nadat het delven van het zilver in omvang afnam, schakelde de industrie in Kongsberg geleidelijk over op vormen van geavanceerde technologie, zoals voor de defensie, ruimtevaart, offshore, zeevaartsystemen, autoproductie en optische technieken. De wapenfabriek Kongsberg Våpenfabrikk heet tegenwoordig Kongsberg Gruppen.
Al meer dan 30 jaar vindt in juli een jazzfestival in Kongsberg plaats.
In de barokke kerk van Kongsberg worden uitvoeringen gegeven van velerlei soorten kunsten en muziek.
Op 13 oktober 2021 werd de stad opgeschrikt door een aanslag waarbij vijf doden vielen. Vier vrouwen en een man werden gedood door een geradicaliseerde man, gewapend met pijl en boog.

## Zustersteden
| - - Gouda, Nederland - - Køge, Denemarken - - Kristianstad, Zweden - - Espoo, Finland | - - Skagafjörður, IJsland - - Red Wing, Minnesota, VS - - Chitose, Japan |

Als vriendschapsgebaar levert Kongsberg elk jaar een grote kerstboom aan Gouda.
De gemeente Gouda heeft na 50 jaar een unieke 10 meter hoge glazen kerstboom cadeau gedaan als dank voor alle kerstbomen.

## Geboren
- Christian August Sinding (1856-1941), componist, muziekpedagoog en violist
- Birger Ruud (1911-1998), schansspringer
- Sverre Fehn (1924-2009), architect
- Morten Harket (1959), zanger
- Christian Wallumrød (1971), componist en jazzpianist
- Stian Sivertzen (1989), snowboarder
- Silje Norendal (1993), snowboardster